# Mornays komplott
Mornays komplott var en sammansvärjning under ledning av Charles de Mornay som avslöjades i Sverige i september 1574. Syftet var att avsätta Johan III, frita den fängslade Erik XIV och uppsätta antingen denne eller hertig Karl på den svenska tronen.  Den tillhörde de tre största komplotterna för att befria Erik XIV som iscensattes under Johan III:s regeringstid vid sidan av Konspirationen 1569 och Konspirationen 1576.
Hösten 1573 förbereddes en komplott mot Johan III, ledd av Charles de Mornay. Han hade 1572 tagit kontakt med sin släkting, den franske diplomaten Charles Dançay i Köpenhamn. Charles Dançay och det franska hovet stödde planen med tron att en fransk prins (Henrik III) istället skulle uppsättas på tronen. Prins Henriks val till kung i Polen 1573 gjorde dock att Frankrike drog tillbaka sitt stöd. Charles de Mornay inledde då kontakt med Kristina av Danmark.   
Planen var att Johan III skulle dödas i ett attentat. Karl skulle sedan placeras på tronen, och de Mornay skulle avslöja var Erik XIV:s påstådda guldskatt fanns mot bättre villkor för Erik i fängelset. I själva verket kan Mornay ha planerat att uppsätta Erik själv på tronen.
Det klargjordes aldrig exakt vilka som i övrigt var inblandade. Det är dokumenterat att de misstänkta, Hogenskild Bielke, Gustav Banér och Pontus De la Gardie under denna tid ofta sammanträdde hos Elisabet Vasa, som med Cecilia Vasa och hertig Karl troddes ha deltagit i sammansvärjningen. Elisabet Vasa skulle tilldelas en större hemgift, vilket skulle göra det möjligt för henne att tacka ja till det föreslagna giftermålet mellan henne och Henrik III av Frankrike. Johan tycks ha misstänkt i varje fall Cecilia för att delta i stämplingar mot honom och förbereda uppror, och under 1573 gav han order om att hon inte skulle släppas in på Stockholms slott i hans frånvaro. 
Planen var att Johan, på ett tecken från Mornay, skulle dödas i ett attentat av de skotska svärdsdansare som skulle uppträda vid den fest som skulle ges inför de skotska legoknektarnas avfärd till det Livländska kriget i Baltikum i oktober. de Mornay vågade dock aldrig ge tecknet, och planen uppgavs och avslöjades i september 1574.
Charles de Mornay dömdes som skyldig till förräderi och avrättades. Misstankarna mot de övriga ledde aldrig till några gripanden.  Efter att Mornays komplott avslöjats 1574, gav Johan ståthållaren i Östergötland order om att hålla Cecilia under uppsikt och inte ge henne tillgång till Vadstena eller Stegeborgs slott.